# Marion Stein
Maria Stein CBE (Maria Donata Nanetta Paulina Gustava Erwina Wilhelmine Stein) (født 18. oktober 1926 i Wien, Østrig, død 6. marts 2014 i North Devon, England), almindeligt kendt under kunstnernavnet Marion Stein, i kraft af sine ægteskaber var hun Marion Lascelles, grevinden af Harewood i 1949–1967 og Marion Thorpe i 1973–2014.

## Forældre
Marion Stein var datter af Sophie Bachmann (1883?–1965) og musikudgiveren Erwin Stein (1885–1958). 

## Familie
Fra 1949 til 1967 var Marion Stein gift med George Lascelles, 7. jarl af Harewood (1923–2011), og fra 1973 til 2014 var hun gift med den liberale partileder Jeremy Thorpe (1929–2014). 
Marion Stein og George Lascelles fik tre sønner: 
- David Lascelles, 8. jarl of Harewood (født 1950), har efterkommere.
- Den ærede James Lascelles (født 1953), har efterkommere.
- Den ærede Jeremy Lascelles (født 1955), har efterkommere.

Derimod er der ingen børn i ægteskabet mellem Marion Stein og  Jeremy Thorpe.
De sidste år i ægteskabet med George Lascelles (en fætter til dronning Elizabeth 2. af Storbritannien) var vanskelige. Han bad om skilsmisse flere gange, hvilket hun afslog. Da skilsmissen, så kom i 1967, blev det en offentlig skandale. I de næste ti år var George Lascelles udelukket fra hoffet.
Efter skilsmissen giftede George Lascelles sig med den australsk fødte violinist Patricia Bambi Elizabeth Tuckwell (født 1926). De havde fået sønnen (den ærede Mark Hubert Lascelles) allerede i 1964.